# Борден (полуостров)

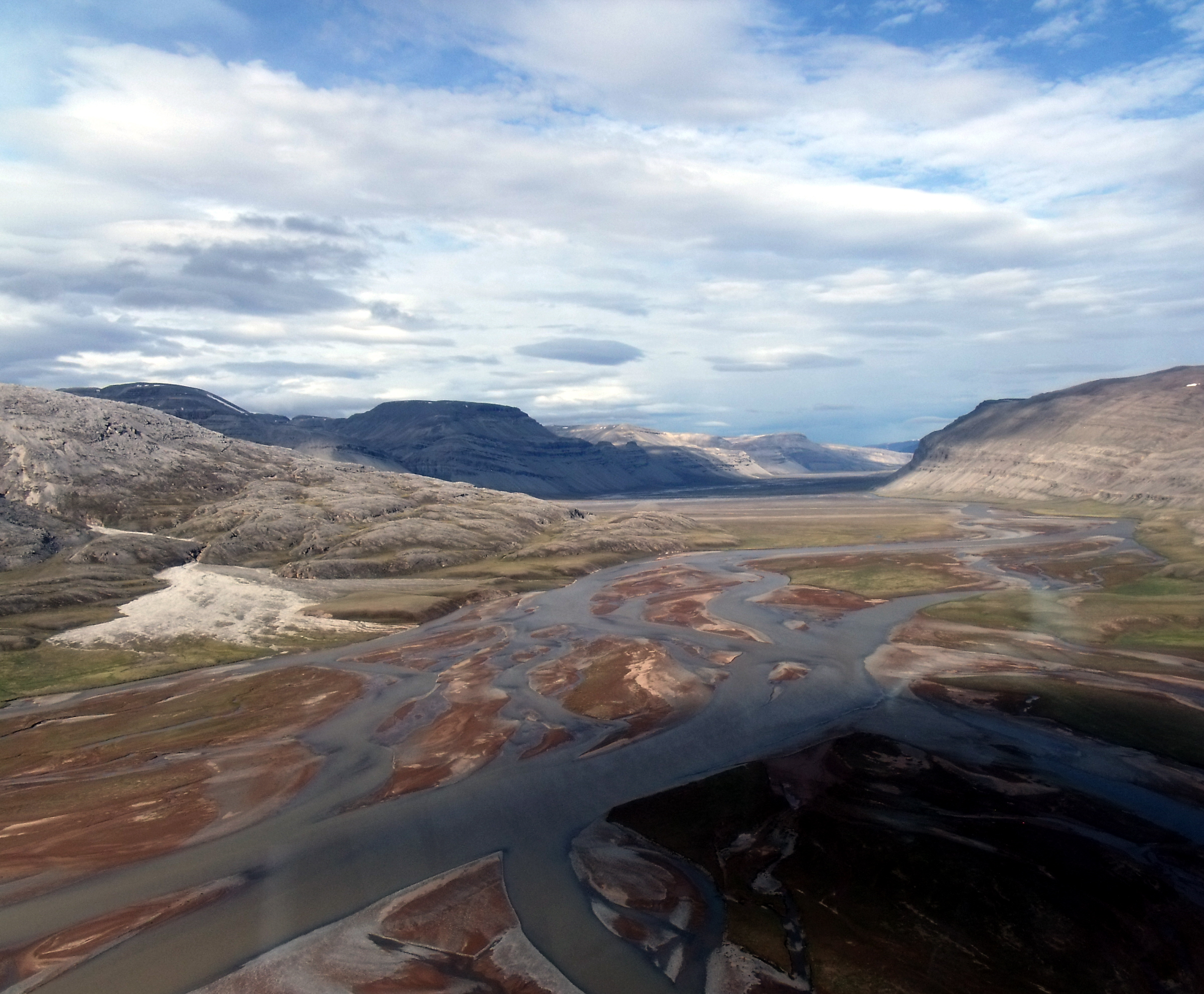
Протерозойские красные отложения в центре полуострова.

Борден — полуостров на севере острова Баффинова земля, Нунавут, Канада. Он расположен к югу от пролива Ланкастер. На северо-востоке полуострова находится национальный парк Сирмилик.

## География
Полуостров Борден простирается на 225 км на север, а поперёк достигает 169 км.
Северный район, в том числе горы Харц, состоит из плоских, рассечённых скал, поднимающихся до 914 метров над уровнем моря. На юге находится плато Магда, изрезанное речными долинами. Бухта Адмиралтейства образует западную границу полуострова, в то время как бухта Совета Адмиралтейства проходит по восточному берегу и отделяет полуостров от острова Байлот.

## Население
На западном побережье есть инуитская деревня Арктик-Бей с населением 823 чел. (2011).

## Промышленность
На полуострове уже несколько десятилетий ведётся добыча полезных ископаемых, в частности, алмазов.